# Zornia vestita
Zornia vestita är en ärtväxtart som beskrevs av Robert H Mohlenbrock. Zornia vestita ingår i släktet Zornia och familjen ärtväxter. Inga underarter finns listade i Catalogue of Life.